# Olîva, Ivankiv
Olîva (în ucraineană Олива) este localitatea de reședință a comunei Olîva din raionul Ivankiv, regiunea Kiev, Ucraina.

## Demografie
Componența lingvistică a localității Olîva
     Ucraineană (96,51%)
     Rusă (3,49%)
Conform recensământului din 2001, majoritatea populației localității Olîva era vorbitoare de ucraineană (96,51%), existând în minoritate și vorbitori de rusă (3,49%).